# Centropogon lianeus
Centropogon lianeus är en klockväxtart som beskrevs av Franz Elfried Wimmer. Centropogon lianeus ingår i släktet Centropogon och familjen klockväxter. Inga underarter finns listade i Catalogue of Life.